# Blekmusseron
Blekmusseron (Tricholoma sulphurescens) är en svampart som beskrevs av Bres. 1905. Blekmusseron ingår i släktet musseroner och familjen Tricholomataceae.  Arten är reproducerande i Sverige. Inga underarter finns listade i Catalogue of Life.